# فهرست فیلم‌های ایرانی سال ۱۳۱۰
فهرست فیلم‌های ایرانی سال ۱۳۱۰

## فهرست
| عنوان        | کارگردان      | فیلم‌نامه‌نویس(ها) | بازیگران |
| ------------ | ------------- | ---------------- | -------- |
| انتقام برادر | ابراهیم مرادی | ابراهیم مرادی    |          |